# Vriesea tijucana
Vriesea tijucana är en gräsväxtart som beskrevs av Edmundo Pereira. Vriesea tijucana ingår i släktet Vriesea och familjen Bromeliaceae. Inga underarter finns listade i Catalogue of Life.